# Chūsei Sone
Chūsei Sone (曽根 中生, Sone Chūsei), né le 1er octobre 1937 dans la préfecture de Gunma et mort le 26 août 2014 à Usuki, d'une pneumonie, est un réalisateur japonais.

## Biographie
Chūsei Sone fait ses études à l'université du Tōhoku. Il entre en 1962 à la Nikkatsu où il travaille comme scénariste sur La Marque du tueur de Seijun Suzuki.
En 1971 il bénéficie de la nouvelle orientation du studio vers le cinéma érotique (roman-porno) pour faire ses débuts de réalisateur où il excelle dans l'art de la mise en scène avec des sujets parfois comiques. Il développe par la suite un style plus « naturaliste » basé autour de la technique du plan-séquence. Vers 1973, ses ressorts plastiques s'affirment alors que s'achemine un discours de plus en plus ironique sur son pays d'origine.
Son retrait soudain du monde cinématographique à la fin des années 1980 le fait progressivement tomber dans l'oubli, au terme d'une copieuse carrière parsemée de chefs-d'œuvre comme Yoru o buttobase (夜をぶっとばせ).
Il a notamment formé Shinji Sōmai à la réalisation lors du passage de ce dernier à la Nikkatsu entre 1972 et 1976.

## Filmographie sélective
- 1972 : Seitō nezumi kozo (性盗ねずみ小僧?)
- 1972 : Rashamen Oman: Ame no Oranda-zaka (らしゃめんお万 雨のオランダ坂?)
- 1972 : Rashamen Oman: Higanbana wa chitta (らしゃめんお万 彼岸花は散った?)
- 1973 : Jitsuroku Kazuko Shirakawa: hadaka no rirekisho (実録白川和子 裸の履歴書?)[4]
- 1973 : Showa onnamichi: Rashōmon (昭和おんなみち 裸性門?)
- 1975 : Otona no omocha: Dacchi waifu repōto (大人のオモチャ ダッチワイフ・レポート?)
- 1976 : Journal érotique d'une infirmière (わたしのSEX白書 絶頂度, Watashi no sex-hakusho?)
- 1976 : Ā!! Hana no ōendan (嗚呼！！花の応援団?)
- 1976 : Ā!! Hana no ōendan: Yakusha yanō (嗚呼！！花の応援団 役者やのォー?)
- 1977 : Furenzoku satsujin jiken (不連続殺人事件?)
- 1977 : Ā!! Hana no ōendan: Otoko namida no shin'eitai (嗚呼！！花の応援団 男涙の親衛隊?)
- 1978 : La Leçon de choses de Mademoiselle Mejika (教師 女鹿, Kyoshi Mejika?)
- 1979 : La Classe rouge (天使のはらわた 赤い教室, Tenshi no harawata: Akai kyōshitsu?)[5]
- 1979 : Sūpā gun redei Wani Bunsho (スーパーＧＵＮレディ ワニ分署?)
- 1982 : La Chambre du diable (悪魔の部屋, Akuma no heya?)[6]
- 1983 : Yoru o buttobase (夜をぶっとばせ?)